# 붉은하테비스트
붉은하테비스트(Red hartebeest)는 케이프하테비스트(Cape hartebeest)라고도 불리며, 남아프리카에서 발견되는 하테비스트의 아종이다. 13만 마리 이상의 개체가 야생에 서식한다. 붉은하테비스트는 사사비영양과 토피영양과 밀접한 관련이 있다.
붉은하테비스트는 아프리카의 큰 영양으로, 10개의 아종 중 하나이다. 일반적으로 붉은하테비스트로 알려진 이 영양은 가장 화려한 하테비스트로, 흰색 복부와 뒤쪽에 검은색 무늬가 대조적이다. 얼굴은 다른 아종들보다 길고, 밑부분에는 복잡한 곡선형 뿔이 연결되어 있다. 수컷의 평균 몸무게는 약 150kg이고, 암컷은 120kg이다. 평균 어깨 높이는 135cm이고, 뿔 길이는 60cm이다. 붉은하테비스트의 기대 수명은 약 19년이다. 수컷과 암컷 사이에는 성적 이형성이 거의 관찰되지 않으며 뚜렷한 신체적 특징은 보이지 않지만 신체 크기는 약간 영향을 받는다. 그러나 뿔의 크기는 수컷이 성적 선택을 위해 싸우고 방어하기 때문에 수컷과 암컷 사이에 더 많은 이형성을 나타낸다. 따라서 수컷의 두개골 무게와 둘레는 암컷보다 약간 더 크다. 하테비스트는 청각과 후각이 뛰어나지만 시력은 좋지 않다. 겁을 먹으면 하테비스트는 도망쳐 최대 시속 55km에 도달한다. 이들의 회피 전술은 지그재그 패턴으로 달리면서 혼란을 유도하여 포식자가 잡기 어렵게 만드는 것이다.

## 행동생태학

### 번식
하테비스트속 아종은 임신 기간이 8개월이며, 한 마리의 새끼를 출산한다. 이들은 일반적으로 여름 비가 내리기 전에 계절적 패턴으로 출산한다. 출산 후 새끼는 몸이 약하기 때문에 포식자로부터 생존할 확률을 높이기 위해 무리에 합류하기 전에 밀집된 초목에 숨겨져 있다. 대부분의 암컷은 2세 이후에 번식을 시작하며, 출산 후 9~10개월 후에 다시 임신할 수 있다.

### 먹이
붉은하테비스트는 풀을 먹이는 동물로, 긴 주둥이를 가지고 있어 풀을 더 효율적으로 획득하고 저작할 수 있는 작물 재배 능력이 향상된다는 장점이 있다. 남아프리카의 우기 동안, 나도솔새속은 풍부하게 존재하며 주요 식단 소비원이다. 방목자로서 그들의 식단은 계절에 따라 변동하는데, 이는 고품질의 녹색 1차 생산물과 건기에는 품질이 낮은 피복 재료를 소비하기 때문이다. 하테비스트는 대부분의 하테비스트족보다 물 의존성이 낮은 것으로 간주되며, 멜론과 알뿌리가 접근할 수 없을 때만 물을 마시기만 하면 된다.

### 포식자
남아프리카에서 하테비스트를 먹이로 삼는 몇 안 되는 육식 동물로는 사자, 점박이하이에나, 표범, 치타가 있다. 나일악어는 기회주의적으로 파충류가 서식하는 물에서 마시는 하테비스트를 먹이로 삼을 수 있지만, 이는 드문 일이 아니지만 전례가 없는 일은 아니다. 또한 하테비스트는 이러한 종들의 주요 먹이원이 아니며, 치타의 경우에도 마찬가지이다. 평균적으로 사자는 전체 먹이 중 하테비스트를 섭취하는 비율이 약 7%에 불과하며, 표범은 6.25%, 하이에나는 3.5%, 치타는 하테비스트를 섭취하는 비율이 전체 먹이의 약 1.75%에 불과한다. 치타는 주로 톰슨가젤 또는 스프링복과 같은 작은 가젤 종을 임팔라나 그랜트가젤과 같은 중간 크기의 영양으로 표적으로 삼는 경향이 있다. 하테비스트가 사자에 의해 사냥될 때, 고양이과는 일반적으로 성체 수컷을 먹이로 삼는 반면, 점박이하이에나와 표범은 취약한 어린 새끼를 먹이로 삼는 경향이 있다. 이러한 포식적 습성은 유목민 하테비스트를 잡는 것이 어렵고 하이에나와 표범이 새끼를 잡는 데 더 큰 성공을 거두었기 때문일 가능성이 높다. 하테비스트, 토피영양, 사사비영양 및 그 친척들도 적어도 일부 포식자에게는 "기름진" 고기와 입맛에 맞지 않는 고기를 가지고 있는 것으로 여겨진다. 또한, 그들의 가죽은 종종 안와 전샘과 페로몬/향 표시 행동에서 나오는 기름진 분비물로 덮여 있다. 누는 전체 그룹 중에서 단연코 가장 인기 있는 먹잇감 종이다.

## 환경 위협
사냥은 동물 보호법의 시행이 거의 불가능하거나 확립된 규정이 전혀 없기 때문에 농촌 지역에서는 항상 고려해야 할 문제이다. 생존을 위해 하테비스트를 사냥하는 것은 사냥꾼이 가장 약한 지점에서 동물을 잡을 수 있었던 가장 더운 지역에서 지속적으로 사냥하는 고대 관행이다. 그러나 지난 20년 동안 지속적으로 사냥이 이루어지는 유일한 장소 중 하나는 칼라하리 사막 중심부이다.

## 서식지 및 개체
붉은하테비스트는 주로 남아프리카 공화국에서 발견된다. 남아프리카의 해부된 지형, 지질 다양성, 기후 진동, 그리고 독특한 식생 유형의 모자이크는 하테비스트 종들 사이에서 방사와 다양화의 주요 수단이 되어 왔으며, 이로 인해 붉은하테비스트는 자신이 섭취하는 식단을 섭취하는 능력에 약간의 차이가 생겼다. 아프리카의 대부분의 유제류는 한 곳에 머물면 고갈되는 식량원에 의존하기 때문에 유목 생활을 한다. 하테비스트속은 사하라 이남 아프리카의 개방된 평야와 관목지대에서 무리를 지어 생활한다.

## 진화 역사
1900년대 초, "영양"은 소, 양, 염소 외에 대부분의 속이 빈 뿔을 가진 반추동물에게 매우 넓고 모호한 이름이었다. 아프리카, 아시아, 유럽에서 발견되는 이 영양 중 아프리카는 뿔 길이가 6ft에서 4분의 1인치에 이르는 가장 다양한 영양 개체군을 가지고 있다. 영양아과에 속하는 붉은하테비스트는 예전에는 하테비스트아과로 분류되었으나, 현재는 하테비스트족으로 분류되고 있다.

## 사진

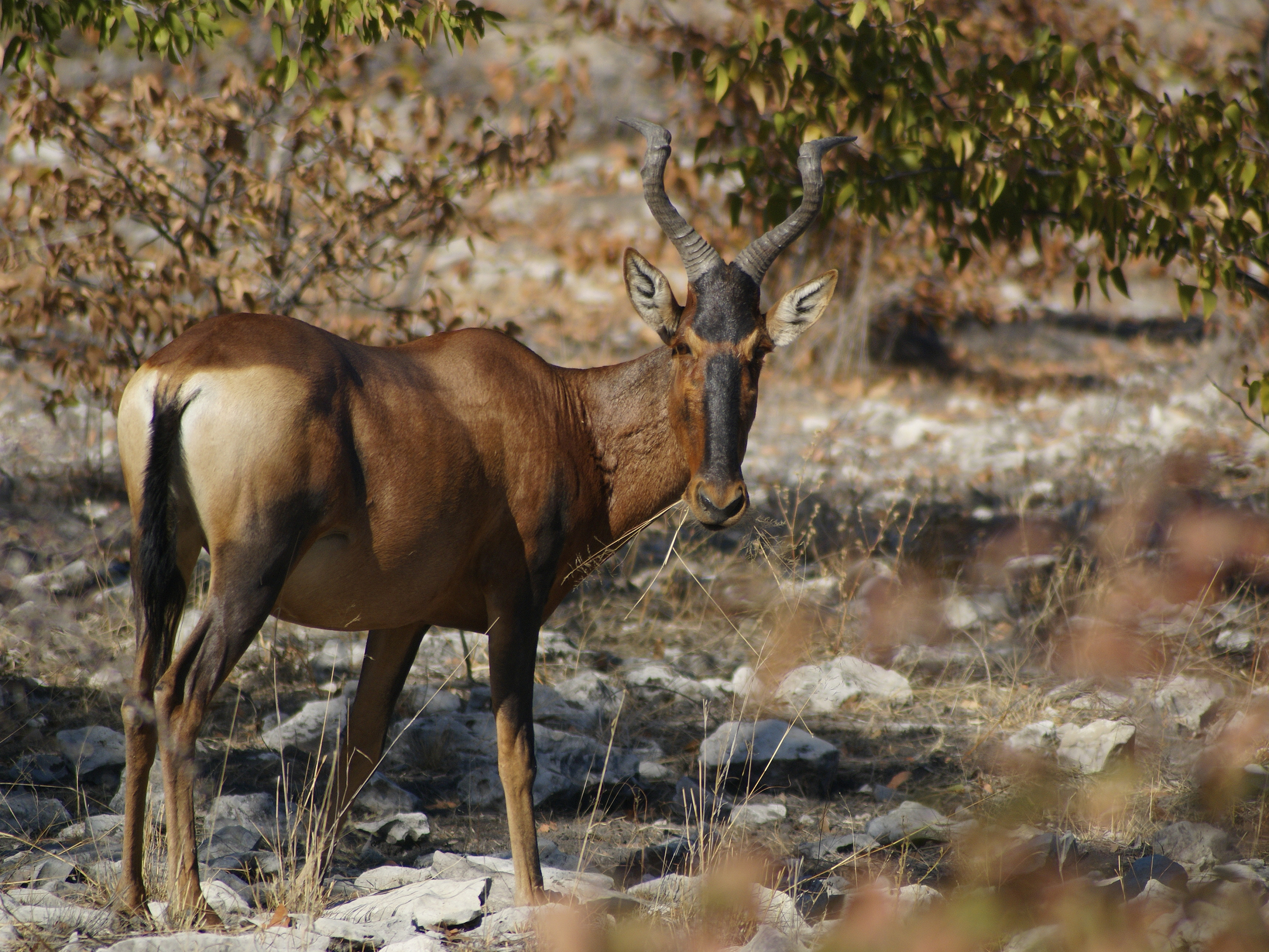
나미비아의 붉은하테비스트
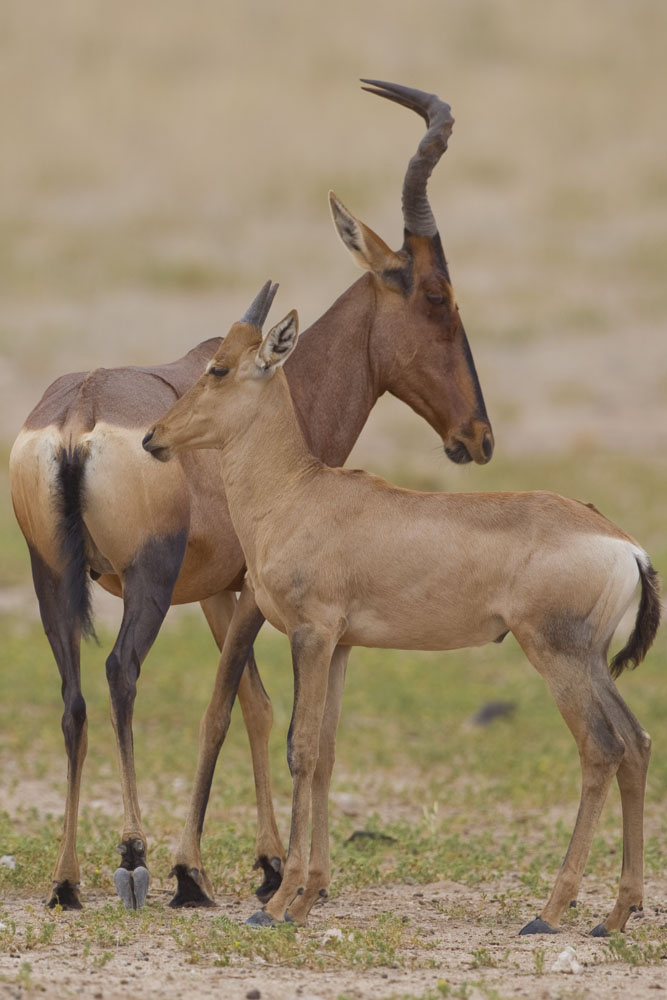
칼라가디 트랜스프런티어 공원의 어미와 새끼
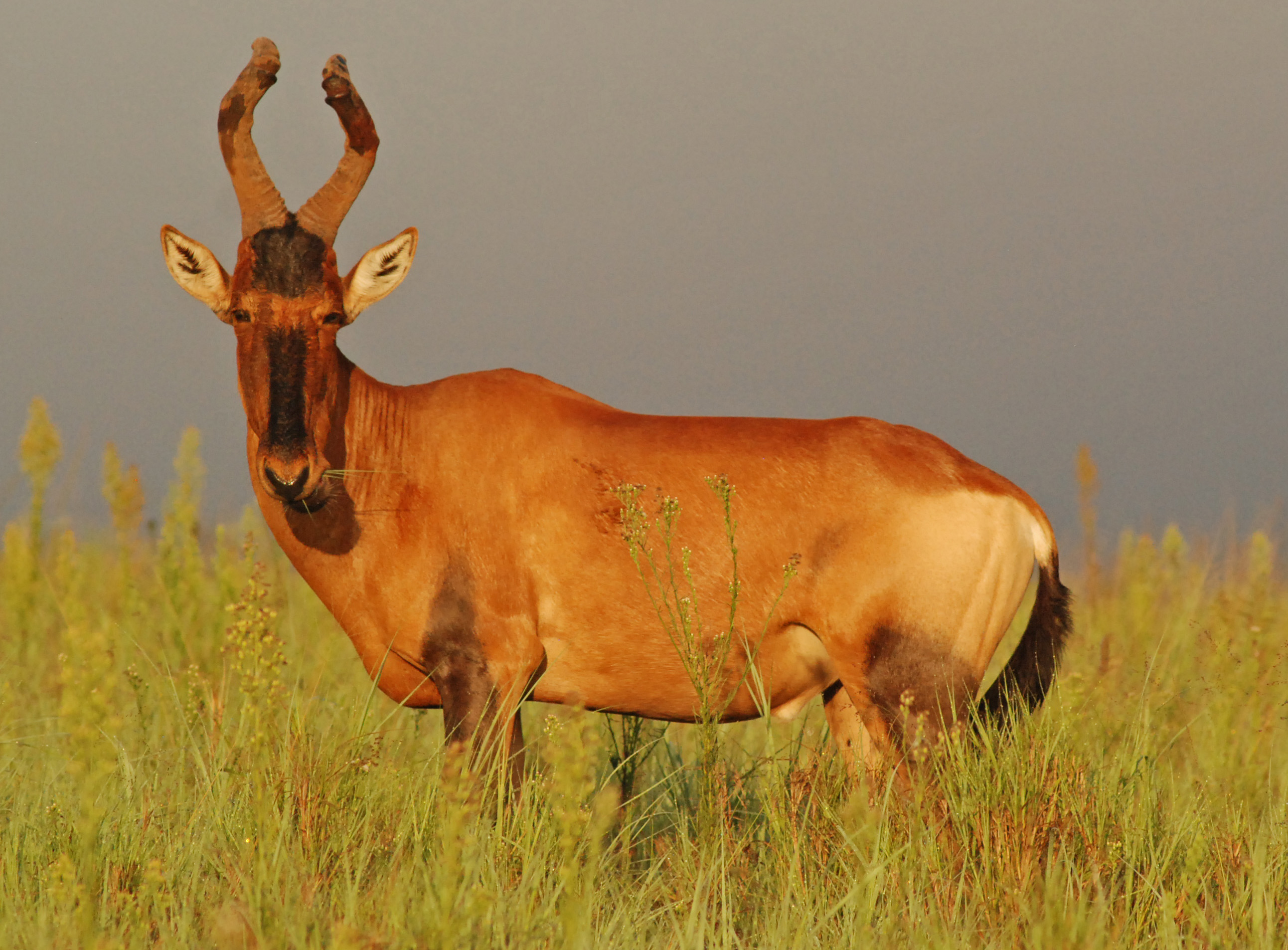
아도 코끼리 국립공원의 붉은하테비스트
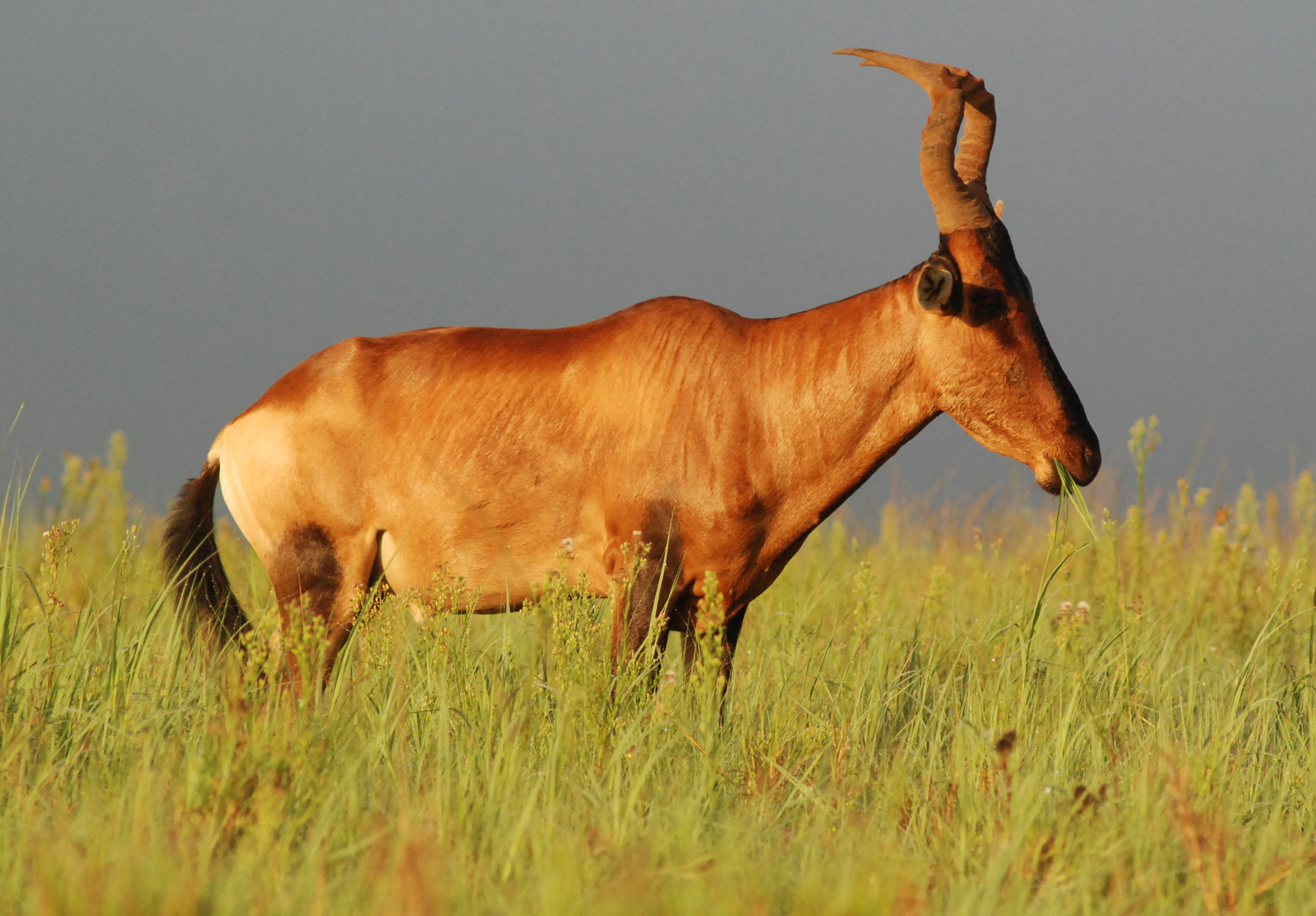
아도 코끼리 국립공원의 붉은하테비스트